# Koreanische Berberitze
Die Koreanische Berberitze (Berberis koreana) ist eine Pflanzenart aus der Gattung der Berberitzen (Berberis) in der Familie der Berberitzengewächse (Berberidaceae). Die Heimat der Koreanischen Berberitze liegt in Korea.

## Beschreibung

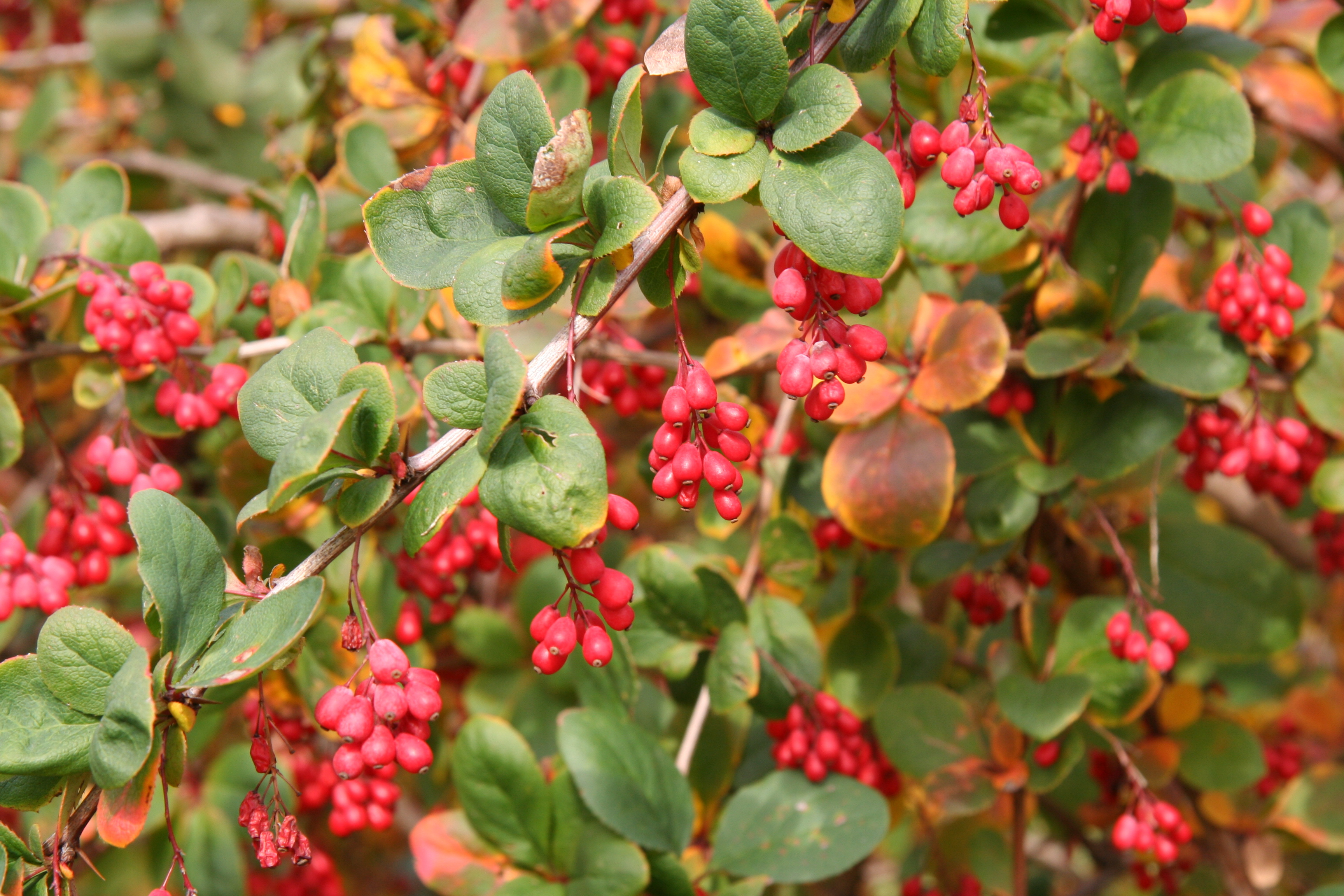
Früchte

Die Koreanische Berberitze ist ein sommergrüner (laubabwerfender) bis 1,5 Meter hoher Strauch. Der Wuchs ist aufrecht, die Zweige sind dunkelbraun und gefurcht, die Dornen ein- bis dreiteilig, manchmal mehrspitzig, und bis 1 Zentimeter lang. Die Laubblätter sind eiförmig bis elliptisch, bis 7 Zentimeter lang, netznervig und an der Basis keilförmig. Sie sind oberseits mittelgrün mit zuweilen rötlichen Blattadern, auf der Unterseite blaugrün und gefleckt. Im Herbst färben sich die Blätter leuchtend rot. Die Blüten sind gelb und stehen im Mai zu 10 bis 20 in bis zu 6 Zentimeter langen Trauben. Die Beeren sind kugelig geformt und leuchtend rot. Die Früchte weisen einen Vitamin-C- und Fruchtsäuregehalt (bis 11 % auf). Die Früchte sind elliptisch bis walzenförmig, zehn bis zwölf Millimeter lang, sieben Millimeter breit und dunkelrot gefärbt. Bis tief in den Winter bleiben die Früchte am Strauch. 
Die Chromosomenzahl beträgt 2n = 28.

## Standort
Die besten Verhältnisse für den Strauch sind sonnige bis halbschattige Standorte, leicht saure bis neutrale Bodenverhältnisse. 

## Systematik
Die in Mitteleuropa als Berberis koreana bekannte Pflanzen entsprechen nicht der botanischen Beschreibung, da bei der ursprünglichen Art die Frucht eher rundlich ist und ist auch nicht so starkwüchsig.

## Verwendung
Wie viele andere Berberitzen findet auch diese Art häufig als Zierstrauch Verwendung.